# For Christ's Sake
Pour plus de détails, voir Fiche technique et Distribution.
For Christ's Sake est un film américain, sorti en 2010.

## Fiche technique
- Titre français : For Christ's Sake
- Réalisation : Jackson Douglas
- Scénario : Jeff Lewis
- Musique : Tim Myers
- Pays d'origine : États-Unis
- Genre : comédie
- Date de sortie : 2010

## Distribution
- Sara Rue : Candy
- Alex Borstein : Mme. Marcus
- Ike Barinholtz : Buster Cherry
- Will Sasso : Alan
- Kyle Bornheimer : Tony
- Armin Shimerman : le pape
- William Morgan Sheppard : le père Monahan
- Michael Hitchcock : Tom
- Judith Shekoni : Mia do'em
- Jason Barry : le père Beckman
- Scott L. Schwartz : Gordy
- Liam Tuohy : l'archevêque Duffin